# روزهای جنگ
روزهای جنگ (انگلیسی: Days of War) یک بازی ویدئویی در سبک تیراندازی اول شخص است که توسط دریون آرتس توسعه یافته و در ژانویه سال ۲۰۱۷ و در پلت‌فرم‌های مایکروسافت ویندوز، پلی‌استیشن ۴، و اکس‌باکس وان منتشر شده‌است.